# Winchester Модель 1894
Winchester Модель 1894 (також відома як Winchester 94 або Модель 94) важільна магазинна гвинтівка, яка стала однією з найвідоміших та популярних мисливських гвинтівок всіх часів. Була розроблена Джоном Браунінгом 1894 року і спочатку заряджалася двома унітарними набоями з димним порохом, .32-40 Winchester та .38-55 Winchester. Вона стала першою гвинтівкою, де було використано унітарний набій з бездимним порохом .30 WCF (.30 Winchester Center Fire, який з часом отримав назву .30-30 Winchester) у 1895 році. У 1901 році Winchester створив новий набій .32 Winchester Special, а виробництво гвинтівок почалося 1902 року.
Модель 1894 випускала компанія Winchester Repeating Arms у період з 1894 по 1980, а пізніше U.S. Repeating Arms під брендом Winchester до припинення виробництва в 2006 році. Репродукції випускає компанія Miroku з Японії, а імпортує у США компанія Browning Arms з Моргану, штат Юта.
Модель 1894 історики вогнепальної зброї, такі як Р. Л. Вілсон і Гел Геррінг, називали її «ідеальною конструкцією з важільним механізмом». Модель 1894 — це гвинтівка, якій приписують назву «Вінчестер», яку використовують для позначення всіх гвинтівок цього типу. Вона була першою комерційною спортивною гвинтівкою, яку продали в кількості понад 7 000 000 одиниць.
Одна гвинтівка Модель 1894 виставлена в музеї мистецтва Метрополітен у відділі зброї та броні.

## Опис
Гвинтівка Winchester Модель 1894 стала першою комерційною американською магазинною гвинтівкою, яку розробили під бездимний порох.  Модель 1894 спочатку заряджалася двома унітарними набоями під димний порох, .32-40 Winchester та .38-55 Winchester. З 1895 року Winchester почала використовувати інший склад сталі для виробництва гвинтівок, що давало можливість використовувати набої високого тиску і представили гвинтівки під набої .25-35 Winchester та .30-30 Winchester. Набій .30-30 Winchester або .30 WCF (Winchester Centerfire) став синонімом Моделі 1894. Починаючи з 1899 року Модель 1894 заряджалася лише набоєм .32 Winchester Special.
Модель 94 поєднує в собі вогневу потужність в компактній, легкій, комфортній в носінні та швидкій при стрільбі формі, що зробило гвинтівку дуже популярною серед мисливців, особливо при полюванні на білохвостів оленів у густих лісах на сході США, де більшість дичини вбивають на відносно короткій відстані. В результаті це стала перша спортивна гвинтівка, яку продали в кількості понад 7 000 000 одиниць. Мільйонну Модель 1894 подарували президенту Калвіну Куліджу в 1927 році, гвинтівку номер 1 500 000 подарували президенту Гаррі Трумену 8 травня 1948 року, а гвинтівку номер 2 000 000 подарували президенту Дуайту Ейзенхауеру в 1953 році.
Уряд США замовив 1 800 гвинтівок Моделі 1894 з 50 000 набоїв .30-30 під час Першої світової війни. Ці гвинтівки з серійними номерами від 835800 до 852500 мали маркування на кільці ствольної коробки у вигляді палаючої бомби та написом "U.S." Гвинтівки призначалися для корпусу зв'язку армії США на Тихоокеанському північному заході для запобігання робітничихстрайків, які уповільнювали заготовку ситхінської ялини, що була потрібна для виробництва фюзеляжів та крил військових літаків. Після війни гвинтівки продали як військові надлишки. Щоб передати гвинтівки Lee–Enfield піхоті, ВМС Великої Британії замовили приблизно 5 000 гвинтівок .30-30 калібру Модель 94 в 1914 році для охорони кораблів та розмінування. Франція замовила 15 100 карабінів Модель 1894 з антабками на лівому боці прикладу та пояску на стволі, а також з метричними градаціями на цілику No. 44A. Ці французькі карабіни призначалися для кур'єрів-мотоциклістів, артилеристів, залізничників та деяких підрозділів аеронавтів. Деякі з цих гвинтівок отримали бельгійські клейма, коли їх продали як надлишок через Бельгію. Трофейні зразки британських гвинтівок у Вермахті отримали назву Gewehr 248(e).

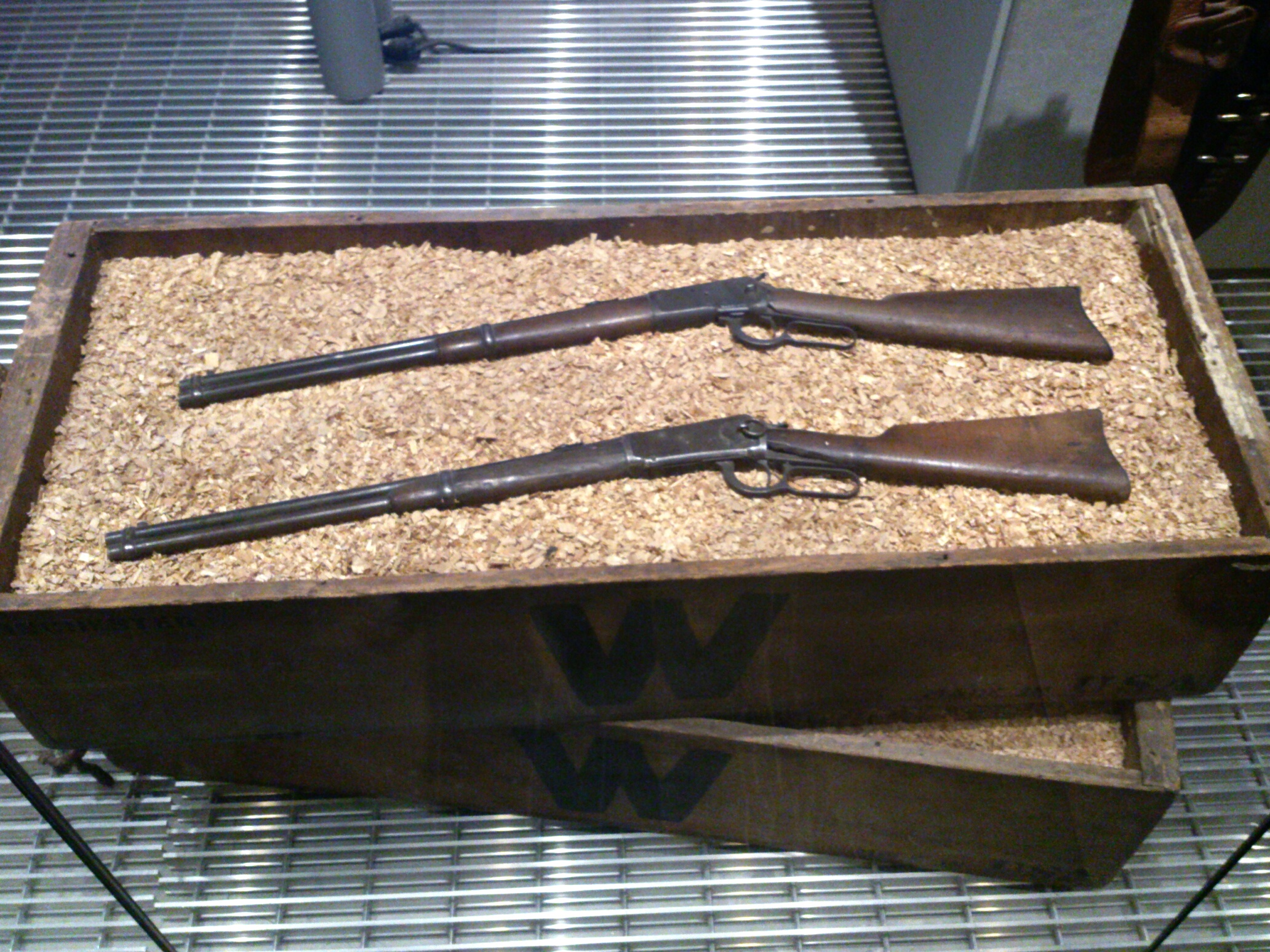
Гвинтівки Winchester, які використовували під час мексиканської революції

Знов почали використовувати Winchester 1894 під час Другої світової війни в канадські рейнджери, які були видані для захисту західного узбережжя Канади від японських загарбників. Крім того Winchester 94 були видані британським загонам місцевої оборони напочатку Другої світової. За час своєї тривалої історії Модель 94 мала варіанти Winchester Модель 55, яку випускали з 1924 по 1932 роки зі стволом довжиною 610 мм, та Winchester Модель 64, яку випускали з 1933 по 1957 роки зі стволами довжиною 508, 610 та 660 мм. З 1964 по 1980 роки в торговельній мережі Sears продавали версію карабіна Моделі 94 під назвою Модель 100 Теда Вілльямса, як частина маркетингової угоди Sears з компанією Winchester та зіркою бейсболу.
В середині 1964 року виробництво Моделі 94 було змінено, щоб зробити вогнепальну зброю менш дорогою у виробництві. Попередні версії, які зазвичай називають моделями "до 64", мають вищу ціну порівняно з новими гвинтівками. Обмежена кількість серійних моделей початку 1964 року, вироблених до переходу, вважається дуже рідкою, оскільки багато хто вважає, що вони є кінцем епохи.
Конструкція Winchester 1894 дозволяла використовувати довші набої, ніж можна було використовувати в карабіні Winchester 1892. Коли важіль опускають, він тягне за собою нижню частину ствольної коробки, відкриваючи більше місця, що дозволяє подавати довший набій, не збільшуючи довжину ствольної коробки. Механізм складний, але дуже надійний. Повне зняття затвора - це багатоетапне завдання, яке необхідно виконувати в чіткій послідовності. Однак потреба повністю витягати затвор виникає рідко. Найбільшим набоєм, який можна використати в Моделі 1894 є набій .450 Marlin. Його використовувати в деяких нестандартних гвинтівках і карабіні Timber з посиленою ствольною коробкою Моделі 1894 "великого калібру".
Через десятиліття, як було припинено виробництво Winchester 1892, почали випускати Winchester Модель 1894 під револьверні набої, такі як.38 Special/.357 Magnum, .44 Special/.44 Magnum, .45 Colt, .38-40 Winchester  та .44-40 Winchester. Як правило, трубчастий магазин може вміщувати від 9 до 13 набоїв цього калібру. Місткість магазина залежить від довжини стволу, оскільки довжина підствольного магазина дорівнює довжині стволу.
Зараз револьверні набої використовують у змаганнях Cowboy Action Shooters оскільки вони підходять для гвинтівок та револьверів. Типовою комбінацією може бути використання револьверу 1873 Colt (Colt Peacemaker або його клон) та гвинтівки Winchester 1894, які стріляють однаковими набоями. Оскільки затвор Моделі 1894, розроблено під бездимні гвинтівкові набої, він є більш міцним ніж у інших гвинтівок Winchester (Моделі 1866, 1873, 1876) які були створені на базі важільної системи Бенжаміна Генрі, а тому може легко витримати тиск потужних револьверних набої, таких як .44 Magnum.
З 1984 по 1997 роки пропонували карабін Модель 94 з довжиною стволу 508 мм та гвинтівку з довжиною стволу 610 мм  XTR під набій 7-30 Waters (покращений набій .30-30 з обжатим дульцем до 7 мм). В 2003 році представили гвинтівку під рушничний набій .410 і назвали її Модель 9410.
Станом на 1983 рік Winchester 1894 є рекордсменом, як найбільш продавана потужна гвинтівка в історії США.
Виробництво в США було припинено в 2006 році. На цей час в каталозі Winchester було 14 версій Моделі 94. В 2010 році Winchester Repeating Arms представила Модель 94 в двох обмежених редакціях на честь 200-річчя з дня народження Олівера Ф. Вінчестера в Новій Англії в 1810 році.

## Зміни конструкції

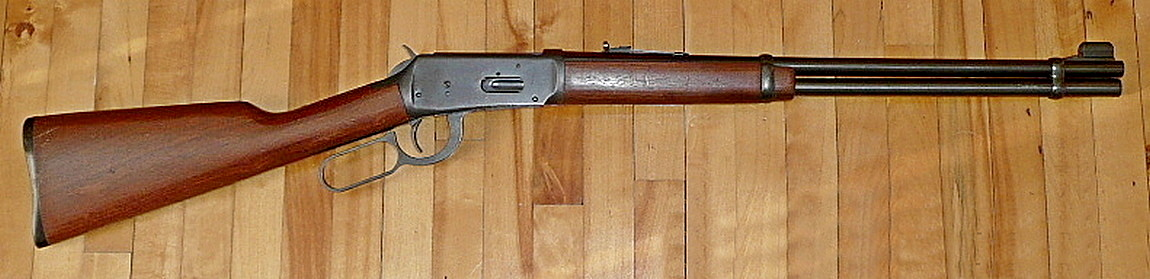
Winchester 94 (1966) .32 Winchester Special

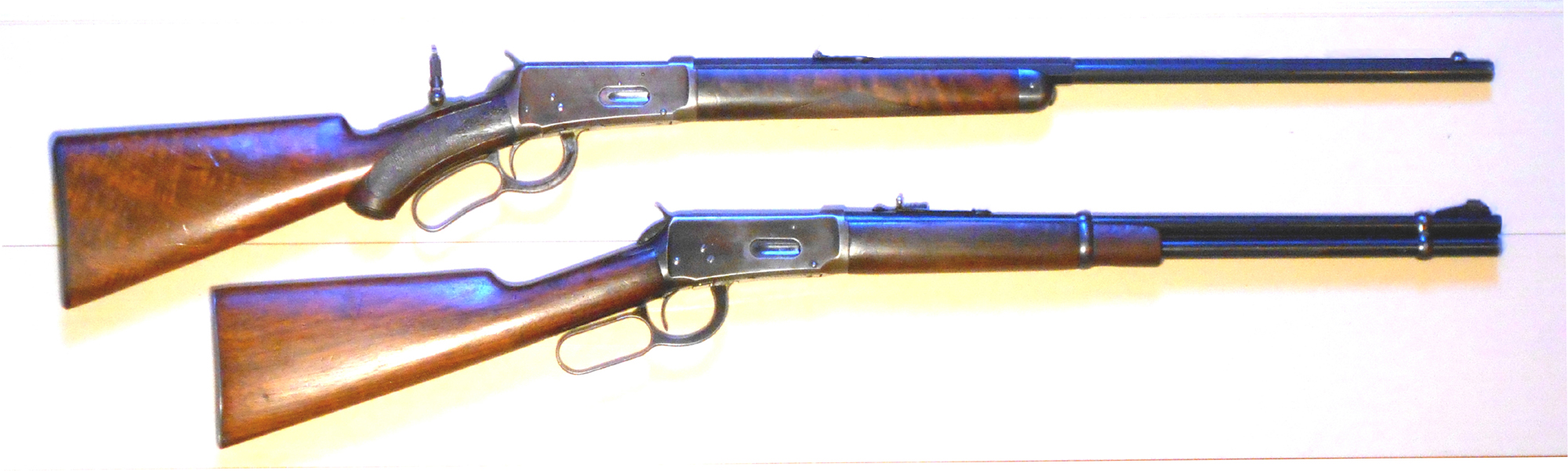
Варіанти Winchester 94.

Після Другої світової війни в дизайн і конструкцію Winchester 1894 було внесено три основні зміни, пов’язані з великими змінами в корпоративному керівництві Winchester. Перша і найбільша була в 1964 році, після відставки ентузіаста зброї Джона М. Оліна у 1963 році з посади президента заснованої ним компанії Olin Corporation. Друга сталася в 1982 році, після того, як Олін у 1981 році продав фабрику Winchester її співробітникам, які сформували U.S. Repeating Arms Company (USRAC). Третя відбулася в 1992 році, після банкрутства USRAC в 1989 році і подальшого придбання її компанією FN Herstal, яка прагнула продавати рушницю Winchester по всьому світу.

### 1964
Після виходу Оліна на пенсію нові виконавчі директори корпорації Olin прагнули максимізувати прибутковість компанії, віддаючи перевагу процвітаючому хімічному бізнесу над виробництвом зброї, яке було збитковим і трудомістким. В результаті з 1964 року Winchester припинила обробку як ствольної коробки, так і багатьох дрібних деталей Моделі 94 із суцільної сталевої заготовки. Ствольну коробку почали виробляти зі спеченої сталі, підйомник набоїв штампували з листового металу, а в затворі використовувалися порожнисті, а не суцільні сталеві роликові штифти. Хоча функціональність, безпека та точність гвинтівки не постраждали, зміни — зокрема, ствольна коробка зі спеченої сталі, яка була такою ж міцною, як і її попередниця з цільної сталі, але погано піддавалася традиційному воронуванню — були помітними і стали очевидними коли компанія Winchester внесла ще більш фундаментальні зміни до своєї флагманської гвинтівки з ковзним затвором Модель 70. Разом вони розглядалися як відхід від якісного виробництва всього асортименту компанії, що серйозно підірвало репутацію Winchester, як виробника якісної вогнепальної зброї. У відповідь багато хто шукав гвинтівки, виготовлені до 1964 року, які й досі мають значно вищу вартість при перепродажу на збройовому ринку.

### 1982
Одним із недоліків оригінальної Моделі 1894 порівняно з такими конкурентами, як Marlin Model 336 було те, що Winchester викидає гільзи з верхньої частини ствольної коробки і над плечем стрільці, а не збоку. В зброї з викидом гільз зверху неможливо встановити оптичний приціл на ствольній коробці — найзручніше місце для стрільця — не перешкоджаючи викиду гільзи. Натомість приціл для такої вогнепальної зброї має бути встановлений або далеко вперед на стволі (де він має бути спеціально розроблений для цієї мети) або зміщений у бік (що створює проблеми через паралкс). Обидва варіанти серйозно знижують корисність прицілу для такої гвинтівки.
Це не було проблемою під час розробки зброї; загальним покращенням зброї до Другої світової війни було встановлення апертурного прицілу в задній частині ствольної коробки, що максимально покращувало потенційну точність заводських механічних прицілів. Winchester давно мав просвердлені отвори в ствольній коробці для встановлення такої модернізації, а тому це була найбільш загальна модифікація встановлена на Модель 94 за всю її історію. Тим не менш, смаки споживачів змінилися в роки після Другої світової війни, оскільки високоякісні приціли поширилися та стали доступними за ціною. Комерційне визнання нових прицілів також було швидким, і до 1970-х років більшість покупців зброї очікували на можливість використовувати приціли на ствольній коробці на мисливських рушницях. Оскільки на конкурентній зброї могли легко встановлювати приціли на ствольні коробки, цей недолік визнали винним у падінні продажів. У відповідь Winchester у 1982 році змінили конструкцію затвора для викиду гільз під кутом, що дозволяло встановити оптичний приціл на ствольній коробці.

### 1992
Незважаючи на ці зміни, US Repeating Arms оголосила про банкрутство у 1989 році. Згодом її придбав бельгійський виробник зброї FN Herstal, який приступив до вдосконалення всієї лінії Winchester, запровадивши сучасні методи виробництва з ЧПК на заводі Winchester, а також прагнув розширити продажі та маркетинг гвинтівок Winchester по всьому світу. У 1992 році ця спроба призвела до двох значних змін у зброї: повторне введення в дію деталей, тепер виготовлених на верстатах з ЧПК та суцільних штифтів, а також усунення традиційної запобіжного пазу на курку на користь запобіжника затвора, що дозволило продавати гвинтівку на міжнародному ринку.
Хоча на той час було відзначено підвищення якості складання, саме присутність нової системи безпеки викликала найсильніші суперечки. Американські споживачі та автори статей про зброю широко лаяли гвинтівку за, так звану, "законодавчу" безпеку, заявляючи, що це псує зовнішній вигляд, відчуття та роботу гвинтівки. FNH та Winchester в 2003 році перенесли запобіжник на хвостовик за ствольною коробкою, що значно зменшило суперечки. Обидві останні варіанти Моделі 94, американська з фабрики в Нью-Гевені, яку припинили випуск в 2006 році, та японська модель, яку з 2010 року почала випускати компанія Miroku Corp. мали запобіжники на хвостовику.